# Bosrobert
Bosrobert település Franciaországban, Eure megyében. Lakosainak száma 671 fő (2022. január 1.). Bosrobert Calleville, Le Bec-Hellouin, Malleville-sur-le-Bec, La Neuville-du-Bosc és Saint-Paul-de-Fourques községekkel határos.

## Népesség
A település népességének változása:
| Lakosok száma | 212  | 342  | 354  | 426  | 618  | 649  | 664  | 665  | 668  | 671  |
|               | 1968 | 1982 | 1990 | 2006 | 2013 | 2015 | 2017 | 2019 | 2020 | 2022 |